# Stenoglottis inandensis
Stenoglottis inandensis är en orkidéart som beskrevs av G.Mcdonald och D.G.A.Styles. Stenoglottis inandensis ingår i släktet Stenoglottis och familjen orkidéer. Inga underarter finns listade i Catalogue of Life.